# Fluer
Fluer (Brachycera) udgør en underorden tovinger, som har talrige familier.
Fluer har ligesom den anden gruppe af tovinger, myg, normalt kun to vinger idet bagvingerne er omdannet til svingkøller. Nogle fluer har kun rudimentære forvinger (f.eks. lusefluer) eller slet ingen vinger (f.eks. flagermusefluer). Fluer kendes fra myg ved at være kraftigere og have korte, tykke følehorn med højst fem led.
Fluerne omfatter bl.a. familierne
- Kuglefluer (Acroceridae)
- Minérfluer (Agromyzidae)
- Blomsterfluer (Anthomyiidae)
- Rovfluer (Asilidae)
- Humlefluer (Bombyliidae)
- Spyfluer (Calliphoridae)
- Billefluer (Celyphidae)
- Fritfluer (Chloropidae)
- Hvepsefluer (Conopidae)
- Stilkøjefluer (Diopsidae)
- Styltefluer (Dolichopodidae)
- Bananfluer (Drosophilidae)
- Dansefluer (Empididae)
- Hestebremser (Gasterophilidae)
- Tsetsefluer (Glossinidae)
- Lusefluer (Hippoboscidae)
- Egentlige fluer (Muscidae)
- Mydas fluer (Mydidae)
- Flagermusfluer (Nycteribiidae)
- Bremser (Oestridae)
- Pantothalmider (Pantophtalmidae)
- Pukkelfluer (Phoridae)
- Signalfluer (Platystomatidae)
- Rodfluer (Psilidae)
- Kødfluer (Sarcophagidae)
- Gødningfluer (Scathophagidae)
- Svingefluer (Sepsidae)
- Våbenfluer (Stratiomyidae)
- Svirrefluer (Syrphidae)
- Klæger (Tabanidae)
- Snyltefluer (Tachinidae)
- Båndfluer (Tephritidae)